# Varietät (Mineral)

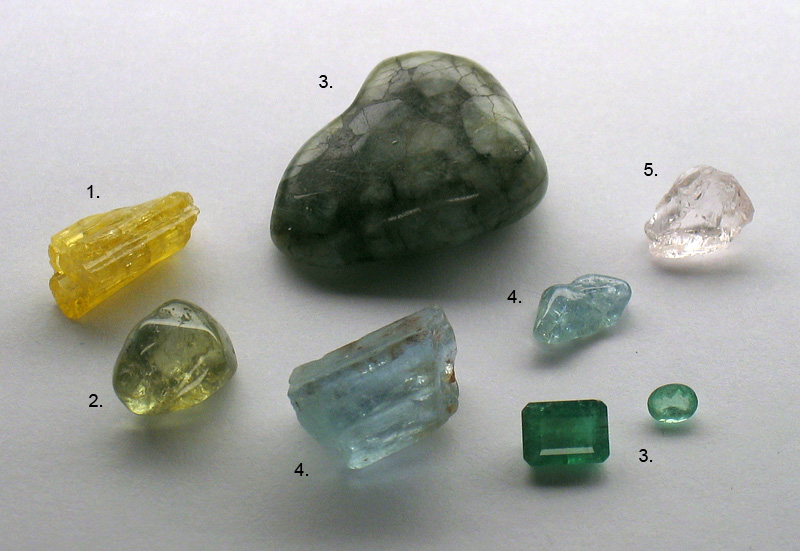
Verschiedene Varietäten von Beryll:
1–2) Goldberyll (Heliodor), 3) Smaragd, 4) Aquamarin, 5) Morganit

Unter einer Varietät versteht man in der Mineralogie die unterschiedliche Ausbildung eines Minerals in Bezug auf seine Farbe, Transparenz, Tracht, Habitus oder Kristallgröße. Mineralvarietäten erhalten oft eigenständige Namen.
Im Gegensatz zu den Modifikationen, die als eigenständige Minerale gezählt werden, ist der grundsätzliche Gitterbau des Kristalls bei den Varietäten jeweils identisch, allerdings gibt es Unterschiede zwischen grobkristallinen und feinkristallinen Phasen; auch die chemische Zusammensetzung kann in geringem Maße variieren. 

## Beispiele
Beispielsweise ist die chemische Zusammensetzung des Minerals Korund (Al2O3) in Reinform farblos. Eine geringe Beimengung (Verunreinigung) mit Chrom erzeugt jedoch die bekannte rote Varietät Rubin und geringe Beimengungen von Eisen, Titan und/oder Vanadium die blauen, gelben bis orangen, grünen und violetten Spielarten des Saphirs.
Viele unterschiedliche Farben finden sich auch bei den Varietäten der Minerale Beryll, Spinell und Turmalin durch die Beimischung von Spurenelementen während des Kristallwachstums (s. hierzu auch Spektralfarben).
Besonders reich an Varietäten in Form und Farbe ist der Quarz (kristallines Siliciumdioxid SiO2):
- rein als „Bergkristall“
- makrokristallin
  - u. a. als gelber bis rotbrauner Citrin
  - als violetter Amethyst
- mikrokristallin
  - einfarbig bis bläulich-weiß gebändert als Chalcedon
  - vielfarbig gebändert als Achat
- amorph als Opal, durch Einlagerung von Kristallwasser und den damit verbundenen Verlust der Kristallinität.